# Flusso di ghiaccio Fox
Il flusso di ghiaccio Fox è un flusso glaciale situato sulla costa di Bryan, all'estremità orientale della Terra di Ellsworth, in Antartide. Lungo circa 11 km, il flusso Fox si estende partendo dall'Altopiano Antartico per poi andare ad alimentare la banchisa che sovrasta la parte occidentale della baia Eltanin, poco a est della penisola Allison.

## Storia
Il flusso glaciale Fox è stato mappato dallo United States Geological Survey (USGS) grazie a fotografie aeree scattate dalla marina militare statunitense tra il 1961 e il 1966, e nel 2003 è stato così battezzato dal Comitato consultivo dei nomi antartici in onore di Adrian Fox, un geologo del British Antarctic Survey attivo nel campo della cartografia dai primi anni 1990, che prese anche parte a un progetto anglo-americano volto alla redazione di mappe dei cambiamenti glaciologici e costieri avvenuti nella Penisola Antartica tra la fine degli anni 1990 e l'inizio degli anni 2000.